# 第二次唐紹儀內閣
第二次唐紹儀內閣成立於民國11年（1922年）8月5日，結束於同年9月19日。國務總理唐紹儀並沒有到任。
唐紹儀在第一次顏惠慶內閣倒台後被黎元洪大總統任命為國務總理，但是他因為不愿卷入直系軍閥的紛爭，而沒有北上赴任，只令盧信入閣，以敷衍黎元洪。而這一個多月來由王寵惠代理總理。由於此內閣無實際有效運行，吳佩孚於是打算借王寵惠組織純直系的內閣，以牽制、監視黎元洪。至9月19日，內閣正式請辭。

## 內閣成員
| 職位     | 姓名   | 備注       |
| -------- | ------ | ---------- |
| 國務總理 | 唐紹儀 | 沒有到任   |
| 國務總理 | 王寵惠 | 代理，兼任 |
| 外交總長 | 顧維鈞 |            |
| 內務總長 | 田文烈 |            |
| 財政總長 | 高凌霨 |            |
| 陸軍總長 | 張紹曾 |            |
| 海軍總長 | 李鼎新 |            |
| 司法總長 | 張耀曾 |            |
| 教育總長 | 王寵惠 | 兼任       |
| 農商總長 | 盧信   |            |
| 交通總長 | 高恩洪 |            |